# Histaminski agonist
Histaminski agonist je lek koji uzrokuje povećanu aktivnost jednog ili više tipova histaminskog receptora.
Betahistin je primer histaminskog agonista. On se koristi za tretiranje vrtoglavice. Betazol i impromidin su primeri histaminskih liganda sa primenom u dijagnostici.

## Spoljašnje veze
- Histamine+agonist на 
- lista agensa 82017442